# Tassonomia delle Orchidaceae
La famiglia delle Orchidacee veniva suddivisa in passato in due sottofamiglie: 
- Diandrae – caratterizzata dalla presenza di 2-3 stami fertili e impollinabili
- Monandrae – caratterizzata dalla presenza di un solo stame fertile.

Attualmente le sottofamiglie riconosciute sono cinque, i cui rapporti filogenetici sono riassunti schematicamente dal seguente cladogramma:
|  | Cypripedioideae                                                 |
|  |                                                                 |
|  | \| \| Orchidoideae \| \| \| \| \| \| Epidendroideae \| \| \| \| |
|  |                                                                 |
|  | Orchidoideae                                                    |
|  |                                                                 |
|  | Epidendroideae                                                  |
|  |                                                                 |

|  | Orchidoideae   |
|  |                |
|  | Epidendroideae |
|  |                |

|  | Cypripedioideae                                                 |
|  |                                                                 |
|  | \| \| Orchidoideae \| \| \| \| \| \| Epidendroideae \| \| \| \| |
|  |                                                                 |
|  | Orchidoideae                                                    |
|  |                                                                 |
|  | Epidendroideae                                                  |
|  |                                                                 |

|  | Orchidoideae   |
|  |                |
|  | Epidendroideae |
|  |                |

|  | Cypripedioideae                                                 |
|  |                                                                 |
|  | \| \| Orchidoideae \| \| \| \| \| \| Epidendroideae \| \| \| \| |
|  |                                                                 |
|  | Orchidoideae                                                    |
|  |                                                                 |
|  | Epidendroideae                                                  |
|  |                                                                 |

|  | Orchidoideae   |
|  |                |
|  | Epidendroideae |
|  |                |

|  | Cypripedioideae                                                 |
|  |                                                                 |
|  | \| \| Orchidoideae \| \| \| \| \| \| Epidendroideae \| \| \| \| |
|  |                                                                 |
|  | Orchidoideae                                                    |
|  |                                                                 |
|  | Epidendroideae                                                  |
|  |                                                                 |

|  | Orchidoideae   |
|  |                |
|  | Epidendroideae |
|  |                |

All'interno di ciascuna sottofamiglia si distinguono differenti tribù e sottotribù:

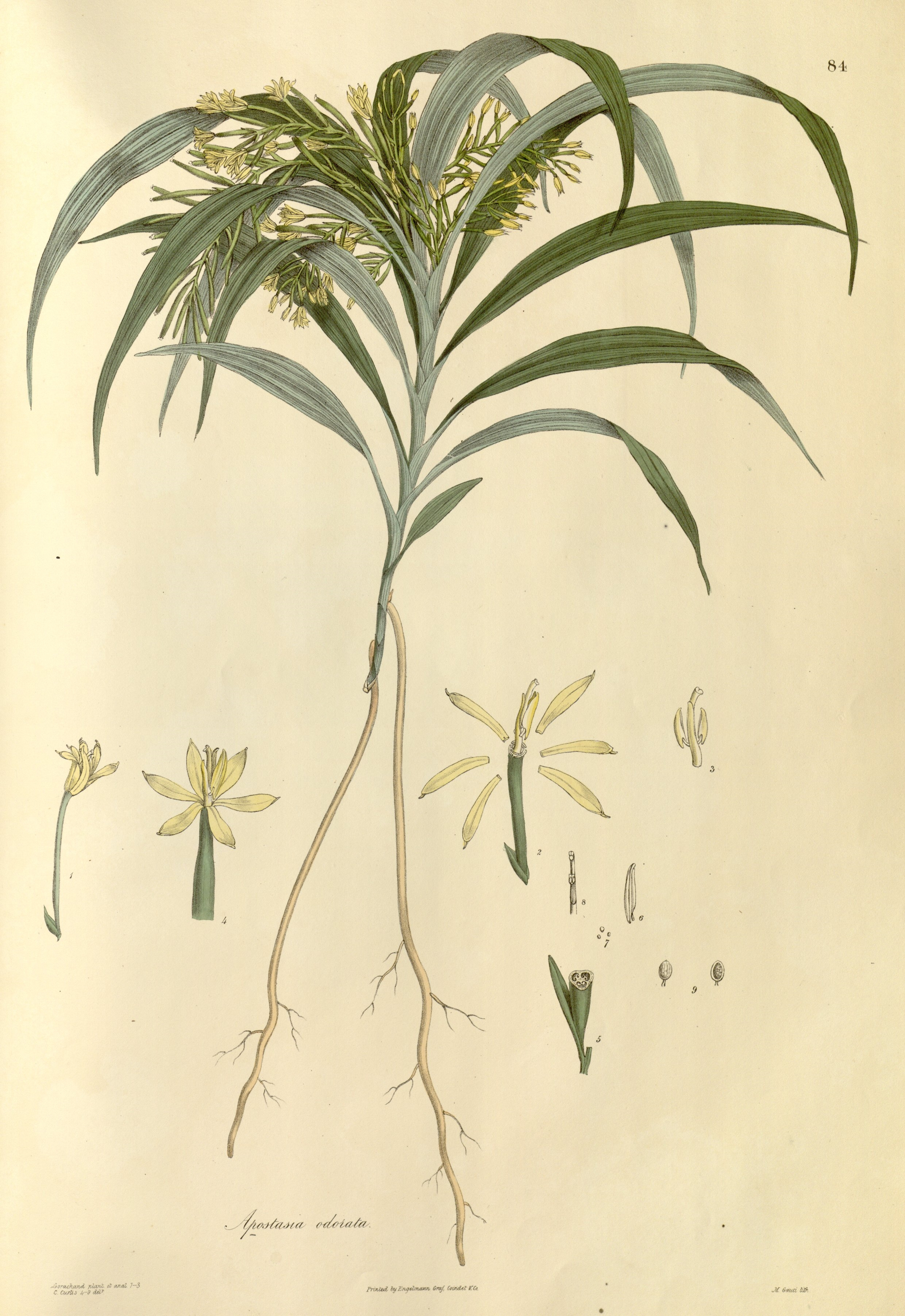
Apostasia wallichii
Apostasioideae

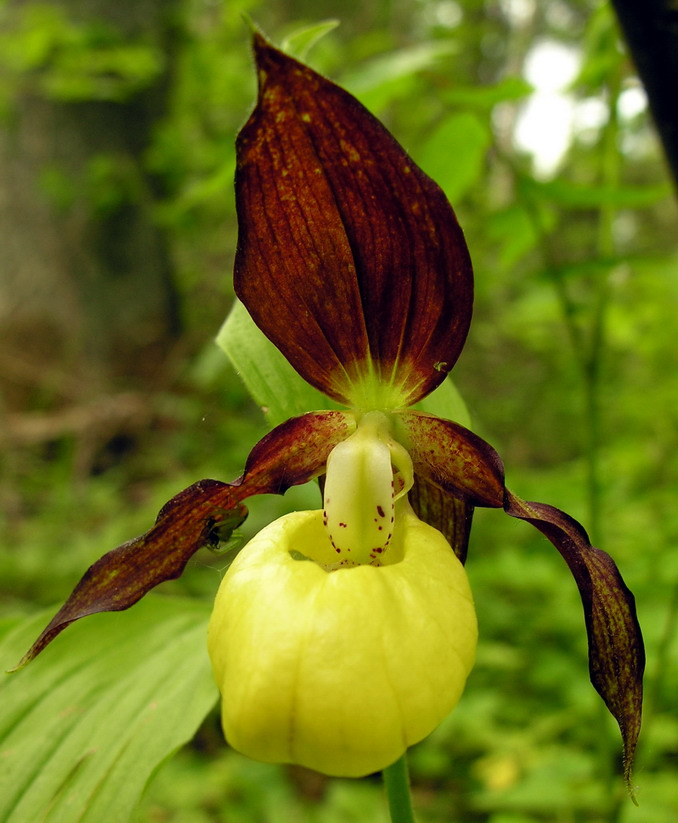
Cypripedium calceolus
Cypripedioideae

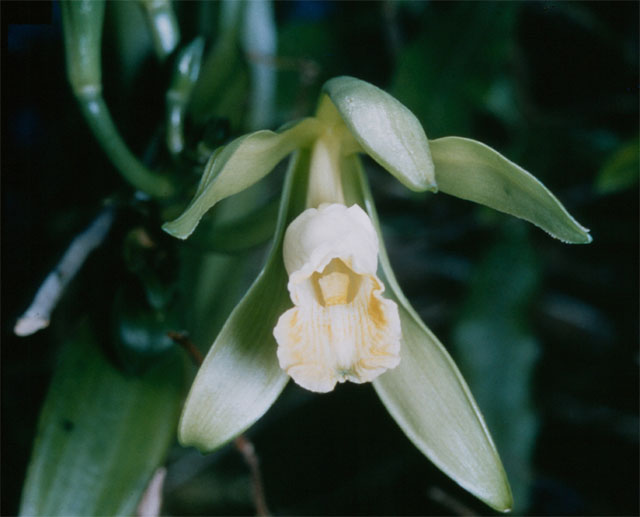
Vanilla planifolia
Vanilloideae

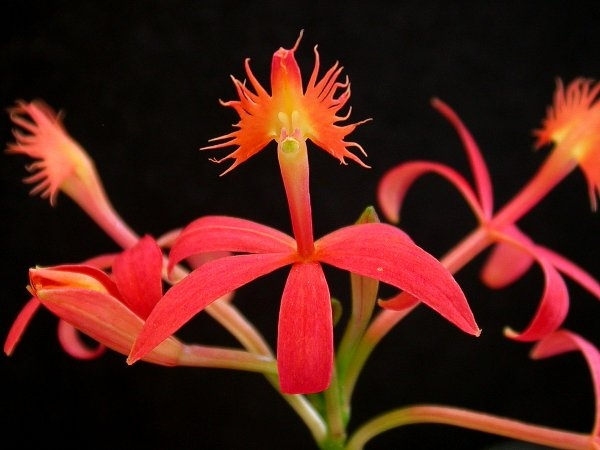
Epidendrum cinnabarinum
Epidendroideae

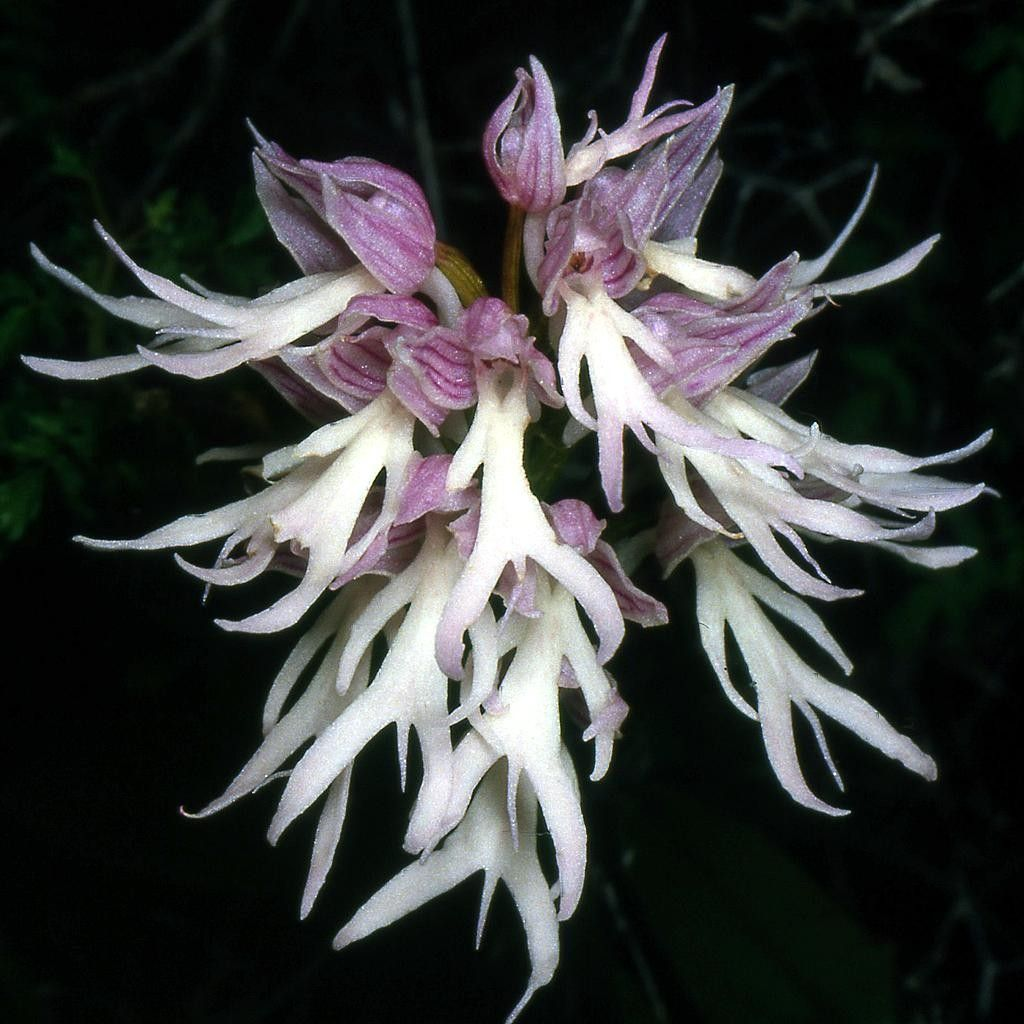
Orchis italica
Orchidoideae

| Sottofamiglia   | Tribù             | Sottotribù        |
| --------------- | ----------------- | ----------------- |
| Apostasioideae  | ---               | ---               |
| Vanilloideae    | Pogonieae         | ---               |
| Vanilloideae    | Vanilleae         | ---               |
| Cypripedioideae | ---               | ---               |
| Orchidoideae    | Codonorchideae    | ---               |
| Orchidoideae    | Cranichideae      | Chloraeinae       |
| Orchidoideae    | Cranichideae      | Cranichidinae     |
| Orchidoideae    | Cranichideae      | Discyphinae       |
| Orchidoideae    | Cranichideae      | Galeottiellinae   |
| Orchidoideae    | Cranichideae      | Goodyerinae       |
| Orchidoideae    | Cranichideae      | Manniellinae      |
| Orchidoideae    | Cranichideae      | Pterostylidinae   |
| Orchidoideae    | Cranichideae      | Spiranthinae      |
| Orchidoideae    | Diurideae         | Acianthinae       |
| Orchidoideae    | Diurideae         | Caladeniinae      |
| Orchidoideae    | Diurideae         | Cryptostylidinae  |
| Orchidoideae    | Diurideae         | Diuridinae        |
| Orchidoideae    | Diurideae         | Drakaeinae        |
| Orchidoideae    | Diurideae         | Megastylidinae    |
| Orchidoideae    | Diurideae         | Prasophyllinae    |
| Orchidoideae    | Diurideae         | Rhizanthellinae   |
| Orchidoideae    | Diurideae         | Thelymitrinae     |
| Orchidoideae    | Orchideae         | Brownleeinae      |
| Orchidoideae    | Orchideae         | Coryciinae        |
| Orchidoideae    | Orchideae         | Disinae           |
| Orchidoideae    | Orchideae         | Orchidinae        |
| Epidendroideae  | Neottieae         | ---               |
| Epidendroideae  | Sobralieae        | ---               |
| Epidendroideae  | Tropidieae        | ---               |
| Epidendroideae  | Triphoreae        | Diceratostelinae  |
| Epidendroideae  | Triphoreae        | Triphorinae       |
| Epidendroideae  | Xerorchideae      | ---               |
| Epidendroideae  | Wullschlaegelieae | ---               |
| Epidendroideae  | Gastrodieae       | ---               |
| Epidendroideae  | Nervilieae        | Nerviliinae       |
| Epidendroideae  | Nervilieae        | Epipogiinae       |
| Epidendroideae  | Thaieae           | ---               |
| Epidendroideae  | Arethuseae        | Arethusinae       |
| Epidendroideae  | Arethuseae        | Coelogyninae      |
| Epidendroideae  | Malaxideae        | Dendrobiinae      |
| Epidendroideae  | Malaxideae        | Malaxidinae       |
| Epidendroideae  | Cymbidieae        | Cymbidiinae       |
| Epidendroideae  | Cymbidieae        | Eulophiinae       |
| Epidendroideae  | Cymbidieae        | Catasetinae       |
| Epidendroideae  | Cymbidieae        | Cyrtopodiinae     |
| Epidendroideae  | Cymbidieae        | Coeliopsidinae    |
| Epidendroideae  | Cymbidieae        | Eriopsidinae      |
| Epidendroideae  | Cymbidieae        | Maxillariinae     |
| Epidendroideae  | Cymbidieae        | Oncidiinae        |
| Epidendroideae  | Cymbidieae        | Stanhopeinae      |
| Epidendroideae  | Cymbidieae        | Zygopetalinae     |
| Epidendroideae  | Epidendreae       | Bletiinae         |
| Epidendroideae  | Epidendreae       | Laeliinae         |
| Epidendroideae  | Epidendreae       | Pleurothallidinae |
| Epidendroideae  | Epidendreae       | Ponerinae         |
| Epidendroideae  | Epidendreae       | Calypsoinae       |
| Epidendroideae  | Epidendreae       | Agrostophyllinae  |
| Epidendroideae  | Collabieae        | ---               |
| Epidendroideae  | Podochileae       | ---               |
| Epidendroideae  | Vandeae           | Adrorhizinae      |
| Epidendroideae  | Vandeae           | Aeridinae         |
| Epidendroideae  | Vandeae           | Angraecinae       |
| Epidendroideae  | Vandeae           | Polystachyinae    |

## Sottofamiglia Apostasioideae
Comprende 2 generi e 16 specie:
- Apostasia Blume (8 spp.)
- Neuwiedia Blume (8 spp.)

## Sottofamiglia Vanilloideae

### Tribù Pogonieae
Comprende 5 generi e 81 specie:
- Cleistes Rich. ex Lindl., 1840 (67 spp.)
- Cleistesiopsis Pansarin & F.Barros (3 spp.)
- Duckeella C.Porto & Brade (3 spp.)
- Isotria Raf., 1808 (2 spp.)
- Pogonia Juss., 1789 (6 spp.)

### Tribù Vanilleae
Comprende 9 generi e 184 specie: 
- Clematepistephium N.Hallé, 1977 (1 sp.)
- Cyrtosia Blume, 1825 (5 spp.)
- Epistephium Kunth, 1822 (21 spp.)
- Eriaxis Rchb.f., 1876 (1 sp.)
- Erythrorchis Blume, 1837 (2 spp.)
- Galeola Lour., 1790 (6 spp.)
- Lecanorchis Blume, 1856 (20 spp.)
- Pseudovanilla Garay, 1986 (8 spp.)
- Vanilla Mill., 1754 (105 spp.)

## Sottofamiglia Cypripedioideae
Comprende 5 generi e 169 specie:
- Cypripedium L. (51 spp.)
- Paphiopedilum Pfitzer (86 spp.)
- Mexipedium V.A.Albert & M.W.Chase (1 sp.)
- Phragmipedium Rolfe (26 spp.)
- Selenipedium Rchb.f. (5 spp.)

## Sottofamiglia Orchidoideae

### Tribù Codonorchideae
- Codonorchis Lindl. (2 spp.)

### Tribù Cranichideae
Sottotribù Chloraeinae 
- Bipinnula Comm. ex Juss. (11 spp.)
- Chloraea Comm. ex Juss. (52 spp.)
- Gavilea Poepp. (15 spp.)

Sottotribù Cranichidinae Lindl., 1840
- Aa Rchb.f. (25 spp.)
- Altensteinia Kunth (7 spp.)
- Baskervilla Lindl. (10 spp.)
- Cranichis Sw. (53 spp.)
- Fuertesiella Schltr. (1 sp.)
- Galeoglossum A.Rich  &  Galeotti (3 spp.)
- Gomphichis Lindl. (24 spp.)
- Myrosmodes Rchb.f. (12 spp.)
- Ponthieva R.Br. (66 spp.)
- Porphyrostachys Rchb.f. (2 spp.)
- Prescottia Lindl. (26 spp.)
- Pseudocentrum Lindl. (7 spp.)
- Pterichis Lindl. (20 spp.)
- Solenocentrum Schltr. (4 spp.)
- Stenoptera C.Presl (7 spp.)

Sottotribù Discyphinae Salazar & van den Berg, 2014
- Discyphus Schltr. (1 sp.)

Sottotribù Galeottiellinae Salazar & M.W. Chase, 2002
- Galeottiella Schltr. (6 spp.)

Sottotribù Goodyerinae Klotzsch, 1846
- Aenhenrya Gopalan (1 sp.)
- Anoectochilus Blume, 1825 (46 spp.)
- Aspidogyne Garay, 1977 (78 spp.)
- Chamaegastrodia Makino & F.Maek., 1935 (3 spp.)
- Cheirostylis Bijdr., 1825 (56 spp.)
- Cystorchis Blume, 1859 (20 spp.)
- Danhatchia Garay & Christenson, 1995 (3 spp.)
- Dossinia C.Morren, 1848 (1 sp.)
- Erythrodes Blume, 1825 (26 spp.)
- Eurycentrum Schltr., 1905 (4 spp.)
- Gonatostylis Schltr., 1906 (2 spp.)
- Goodyera R.Br., 1813 (99 spp.)
- Halleorchis Szlach. & Olszewski, 1998 (1 sp.)
- Herpysma Lindl., 1833 (1 sp.)
- Hetaeria Blume, 1825 (27 spp.)
- Hylophila Lindl., 1833 (5 spp.)
- Kreodanthus Garay, 1977 (13 spp.)
- Kuhlhasseltia J.J.Sm., 1910 (3 spp.)
- Lepidogyne Blume, 1859 (1 sp.)
- Ludisia A.Rich., 1825 (2 spp.)
- Macodes Lindl., 1840 (11 spp.)
- Microchilus C.Presl, 1827 (160 spp.)
- Myrmechis Blume, 1859 (11 spp.)
- Odontochilus Blume, 1859 (56 spp.)
- Orchipedum Breda, 1827 (3 spp.)
- Pachyplectron Schltr., 1906 (3 spp.)
- Papuaea Schltr., 1919 (1 sp.)
- Rhomboda Lindl., 1857 (24 spp.)
- Schuitemania Ormerod (1 sp.)
- Stephanothelys Garay, 1977 (5 spp.)
- Vrydagzynea Blume, 1858 (42 spp.)
- Zeuxine Lindl., 1826 (80 spp.)

Sottotribù Manniellinae Schltr., 1926
- Manniella Rchb.f. (2 spp.)

Sottotribù Pterostylidinae Pfitzer, 1810
- Pterostylis R.Br. (211 spp.)
- Achlydosa M.A.Clem. & D.L.Jones (1 sp.)

Sottotribù Spiranthinae Lindl., 1840
- Aracamunia Carnevali & I.Ramírez, 1989 (1 sp.)
- Aulosepalum Garay, 1980 (9 spp.)
- Beloglottis Schltr., 1920 (7 spp.)
- Brachystele Schltr., 1920 (20 spp.)
- Buchtienia Schltr., 1929 (4 spp.)
- Coccineorchis Schltr., 1920 (8 spp.)
- Cotylolabium Garay, 1980 (1 sp.)
- Cybebus Garay, 1978 (1 sp.)
- Cyclopogon C.Presl, 1827 (94 spp.)
- Degranvillea Determann, 1985 (1 sp.)
- Deiregyne Schltr., 1920 (24 spp.)
- Dichromanthus Garay, 1982 (4 sp.)
- Eltroplectris Raf., 1837 (15 spp.)
- Eurystyles Wawra, 1863 (21 spp.)
- Funkiella Schltr., 1920 (7 spp.)
- Hapalorchis Schltr., 1919 (13 spp.)
- Helonoma Garay, 1980 (4 spp.)
- Kionophyton Garay, 1980 (3 spp.)
- Lankesterella Ames, 1923 (11 spp.)
- Lyroglossa Schltr., 1920 (2 spp.)
- Mesadenella Pabst & Garay, 1953 (10 spp.)
- Mesadenus Schltr., 1920 (4 spp.)
- Nothostele Garay (2 spp.)
- Odontorrhynchus M.N.Correa, 1953 (4 spp.)
- Pelexia Poit. ex Rich., 1817 (90 spp.)
- Physogyne Garay, 1982 (3 spp.)
- Pseudogoodyera Schltr., 1920 (1 spp.)
- Pteroglossa Schltr., 1920 (13 spp.)
- Quechua Salazar  &  L.Jost  (1 spp.)
- Sacoila Raf., 1837 (8 spp.)
- Sarcoglottis C.Presl, 1827 (52 spp.)
- Sauroglossum Lindl., 1833 (11 spp.)
- Schiedeella Schltr., 1920 (18 spp.)
- Skeptrostachys Garay, 1980 (10 spp.)
- Sotoa Salazar (1 sp.)
- Spiranthes Rich., 1817 (39 spp.)
- Stalkya Garay, 1980 (1 sp.)
- Stenorrhynchos Rich. ex Spreng., 1826 (5 spp.)
- Svenkoeltzia Burns-Bal., 1989 (3 spp.)
- Thelyschista Garay, 1980 (1 spp.)
- Veyretia Szlach., 1995 (11 sp.)

### Tribù Diurideae
Sottotribù Acianthinae
- Acianthus R.Br. (20 spp.)
- Corybas Salisb. (132 spp.)
- Cyrtostylis R.Br. (5 spp.)
- Stigmatodactylus Maxim. ex  Makino (10 spp.)
- Townsonia Cheeseman (2 spp.)

Sottotribù Caladeniinae
- Adenochilus Hook.f.  (2 spp.)
- Aporostylis Rupp & Hatch (1 sp.)
- Caladenia R.Br. (267 spp.)
- Cyanicula Hopper & A.P.Brown (10 spp.)
- Elythranthera (Endl.) A.S.George (2 spp.)
- Ericksonella Hopper  & A.P.Br.  (1 sp.)
- Eriochilus R.Br. (9 spp.)
- Glossodia R.Br. (2 spp.)
- Leptoceras (R.Br.) Lindl. (1 sp.)
- Pheladenia D.L.Jones & M.A.Clem. (1 sp.)
- Praecoxanthus Hopper & A.P.Brown (1 sp.)

Sottotribù Cryptostylidinae
- Coilochilus Schltr. (1 sp.)
- Cryptostylis R.Br. (23 spp.)

Sottotribù Diuridinae
- Diuris Sm. (71 spp.)
- Orthoceras R.Br. (2 spp.)

Sottotribù Drakaeinae
- Arthrochilus F.Muell. (15 spp.)
- Caleana R.Br. (1 sp.)
- Chiloglottis R.Br. (23 spp.)
- Drakaea Lindl. (10 spp.)
- Paracaleana Blaxell (13 spp.)
- Spiculaea Lindl. (1 sp.)

Sottotribù Megastylidinae
- Burnettia Lindl. (1 sp.)
- Leporella A.S.George (1 sp.)
- Lyperanthus R.Br. (2 spp.)
- Megastylis (Schltr.) Schltr. (7 spp.)
- Pyrorchis D.L.Jones  &  M.A.Clements  (2 spp.)
- Rimacola Rupp (1 sp.)
- Waireia D.L.Jones, Molloy & M.A.Clements (1 sp.)

Sottotribù Prasophyllinae
- Genoplesium R.Br.  (47 spp.)
- Microtis R.Br.  (19 spp.)
- Prasophyllum R.Br. (131 spp.)

Sottotribù Rhizanthellinae
- Rhizanthella R.S.Rogers (4 spp.)

Sottotribù Thelymitrinae
- Calochilus R.Br. (27 spp.)
- Epiblema R.Br. (1 sp.)
- Thelymitra J.R.Forst. & G.Forst. (110 spp.)

### Tribù Orchideae
Sottotribù Brownleeinae
- Brownleea Harv. ex Lindl., 1842 (8 spp.)
- Disperis Sw., 1800 (81 spp.)

Sottotribù Coryciinae
- Ceratandra Lindl. in F.A.Bauer & J.Lindley,1837 (6 spp.)
- Corycium Sw., 1800 (13 spp.)
- Evotella  Kurzweil & H.P.Linder, 1991 (2 spp.)
- Pterygodium Sw. (20 spp.)

Sottotribù Disinae
- Disa P.J.Bergius (185 spp.)
- Huttonaea Harv. (5 spp.)
- Pachites Lindl. (2 spp.)

Sottotribù Orchidinae
- Anacamptis Rich. (11 spp.)
- Bartholina R.Br. (2 spp.)
- Benthamia A.Rich. (31 spp.)
- Bonatea Willd. (13 spp.)
- Brachycorythis Willd. (37 spp.)
- Centrostigma Schltr. (3 spp.)
- Chamorchis Rich. (1 sp.)
- Cynorkis Thouars, 1809 (185 spp.)
- Dactylorhiza Neck. ex Nevski (43 spp.)
- Diplomeris D.Don (3 spp.)
- Dracomonticola H.P.Linder &  Kurzweil (1 sp.)
- Galearis Raf. (10 spp.)
- Gennaria Parl. (2 spp.)
- Gymnadenia R.Br. (28 spp.)
- Habenaria Willd. (891 spp.)
- Hemipilia Lindl. (14 spp)
- Hsenhsua X.H.Jin, Schuit. & W.T.Jin (1 sp.)
- Herminium L. (50 spp.)
- Himantoglossum Spreng. (10 spp.)
- Holothrix Rich. ex Lindl.  (46 spp.)
- Megalorchis H.Perrier (1 sp.)
- Neobolusia Schltr. (3 spp.)
- Neotinea Rchb.f. (6 spp.)
- Oligophyton H.P.Linder, 1986 (1 sp.)
- Ophrys L. (29 spp.)
- Orchis L. (23 spp.)
- Pecteilis Raf. (10 spp.)
- Peristylus Blume (103 spp.)
- Platanthera Rich. (142 spp.)
- Platycoryne Rchb.f., 1855 (19 spp.)
- Pseudorchis Ség. (2 spp.)
- Roeperocharis Rchb.f. (5 spp.)
- Satyrium L. (90 spp.)
- Schizochilus Sond. (11 spp.)
- Serapias L. (16 spp.)
- Silvorchis J.J.Sm. (4 spp.)
- Sirindhornia H.A.Pedersen & Suksathan (3 spp.)
- Stenoglottis Lindl.  (6 spp.)
- Steveniella Schltr. (1 sp.)
- Thulinia P.J.Cribb (1 sp.)
- Traunsteinera Rchb. (2 spp.)
- Tsaiorchis Tang & F.T.Wang (2 sp.)
- Tylostigma Schltr. (8 spp.)
- Veyretella Szlach. & Olszewski (2 spp.)

## Sottofamiglia Epidendroideae

### Tribù Neottieae
Comprende 6 generi e 216 specie:
- Aphyllorchis Blume, 1825 (19 spp.)
- Cephalanthera Rich., 1817 (20 spp.)
- Epipactis Zinn, 1757 (65 spp.)
- Limodorum Boehm., 1760 (3 spp.)
- Neottia Guett., 1754 (72 spp.) (comprende Listera)
- Palmorchis Barb.Rodr., 1877 (37 spp.)

### Tribù Sobralieae
- Elleanthus C.Presl, 1827 (128 spp.)
- Sertifera Lindl.,1876 (9 spp.)
- Sobralia Ruiz & Pav., 1794 (167 spp.)

### Tribù Tropidieae
- Corymborkis Thouars, 1809 (8 spp.)
- Tropidia Lindl., 1833 (32 spp.)

### Tribù Triphoreae
Sottotribù Diceratostelinae
- Diceratostele Summerh. (1 sp.)

Sottotribù Triphorinae
- Monophyllorchis Schltr. (4 spp.)
- Pogoniopsis Rchb. f. (2 spp.)
- Psilochilus Barb.Rodr. (19 spp.)
- Triphora Nutt. (21 spp.)

### Tribù Xerorchideae
- Xerorchis Schltr. (2 spp.)

### Tribù Wullschlaegelieae
- Wullschlaegelia Rchb.f., 1863 (2 spp.)

### Tribù Gastrodieae
- Auxopus Schltr. (4 spp.)
- Didymoplexiella Garay (7 spp.)
- Didymoplexis Griff. (20 spp.)
- Gastrodia R.Br. (92 spp.)
- Uleiorchis Hoehne (4 spp.)

### Tribù Nervilieae
Sottotribù Nerviliinae Dressler, 1990
- Nervilia Comm. ex Gaudich., 1829 (78 spp.)

Sottotribù Epipogiinae Schltr. 
- Epipogium Borkh., 1792 (5 spp.)
- Stereosandra Blume, 1856 (1 sp.)

### Tribe Thaieae
- Thaia Seidenf., 1975 (1 sp.)

### Tribù Arethuseae
Sottotribù Arethusinae
- Anthogonium Wall. ex Lindl., 1836 (1 sp.)
- Arethusa  L.,1753 (1 sp.)
- Arundina Blume, 1825 (1 sp.)
- Calopogon  R.Br. in W.T.Aiton, 1813 (5 spp.)
- Eleorchis Maek., 1935 (1 sp.)

Sottotribù Coelogyninae
- Aglossorrhyncha Schltr., 1905 (13 spp.)
- Bletilla Rchb.f., 1835 (6 spp.)
- Bulleyia Schltr., 1912 (1 sp.)
- Chelonistele Pfitzer, 1907 (14 spp.)
- Coelogyne Lindl., 1824 (212 spp.)
- Dendrochilum Blume, 1825 (293 spp.)
- Dickasonia L.O.Williams, 1941 (1 sp.)
- Dilochia  Lindl., 1830 (10 spp.)
- Entomophobia de Vogel, 1984 (1 sp.)
- Geesinkorchis de Vogel, 1984 (4 spp.)
- Glomera Blume, 1825 (155 spp.)
- Gynoglottis J.J.Sm., 1904 (1 sp.)
- Ischnogyne Schltr., 1913 (1 sp.)
- Nabaluia Ames, 1920 (3 spp.)
- Neogyna Rchb.f., 1852 (1 sp.)
- Otochilus  Lindl., 1830 (5 spp.)
- Panisea  (Lindl.) Lindl., 1854 (13 spp.)
- Pholidota  Lindl., 1825 (41 spp.)
- Pleione D.Don, 1825 (24 spp.)
- Thunia  Rchb.f., 1852 (5 spp.)

### Tribù Malaxideae
Sottotribù Dendrobiinae
- Bulbophyllum Thouars, 1822 (2.094 spp.)
- Dendrobium Sw., 1799 (1.556 spp.)

Sottotribù Malaxidinae
- Alatiliparis Marg. & Szlach., 2001 (5 spp.)
- Crepidium Blume, 1825 (292 spp.)
- Crossoglossa Dressler & Dodson, 1993 (49 spp.)
- Crossoliparis Marg. (1 sp.)
- Dienia Lindl., 1824 (6 spp.)
- Hammarbya Kuntze, 1891 (1 sp.)
- Hippeophyllum Schltr., 1905 (10 spp.)
- Liparis Rich., 1817 (436 spp.)
- Malaxis Sol. ex Sw., 1788 (163 spp.)
- Oberonia Lindl., 1830 (278 spp.)
- Oberonioides Szlach., 1995 (2 spp.)
- Orestias Ridl., 1887 (4 spp.)
- Stichorkis Thouars, 1822 (21 spp.)
- Tamayorkis Szlach. (4 spp.)

### Tribù Cymbidieae
Sottotribù Cymbidiinae
- Acriopsis Reinw. ex Blume, 1823 (10 spp.)
- Cymbidium Sw., 1799 (78 spp.)
- Grammatophyllum Blume, 1825 (13 spp.)
- Porphyroglottis Ridl., 1896 (1 sp.)
- Thecopus Seidenf., 1984 (2 spp.)
- Thecostele Rchb.f., 1857 (1 sp.)

Sottotribù Dipodiinae
- Dipodium R.Br., 1810 (40 spp.)

Sottotribù Eulophiinae
- Acrolophia Pfitzer, 1888 (7 spp.)
- Ansellia Lindl., 1844 (1 sp.)
- Claderia Hook.f., 1890 (1 sp.)
- Cymbidiella Rolfe, 1918 (3 spp.)
- Eulophia R.Br. ex Lindl., 1821 (203 spp.)
- Eulophiella Rolfe, 1891 (6 spp.)
- Geodorum Jacks., 1811 (8 spp.)
- Grammangis  Rchb.f., 1860 (2 spp.)
- Graphorkis Thouars, 1809 (4 spp.)
- Imerinaea Schltr. (1 sp.)
- Oeceoclades Lindl., 1832 (41 spp.)
- Paralophia  P.J.Cribb & Hermans, 2005 (2 spp.)

Sottotribù Catasetinae
- Catasetum Rich. ex Kunth, 1822 (190 spp.)
- Clowesia Lindl., 1843 (7 spp.)
- Cyanaeorchis Barb.Rodr. (3 spp.)
- Cycnoches Lindl., 1832 (33 spp.)
- Dressleria Dodson, 1975 (13 spp.)
- Galeandra Lindl., 1830 (40 spp.)
- Grobya Lindl., 1835 (5 spp.)
- Mormodes Lindl., 1836 (84 spp.)

Sottotribù Cyrtopodiinae
- Cyrtopodium R.Br. in W.T.Aiton, 1813 (48 spp.)

Sottotribù Coeliopsidinae
- Coeliopsis Rchb.f., 1872 (1 sp.)
- Lycomormium Rchb.f., 1852 (5 spp.)
- Peristeria Hook., 1831 (12 spp.)

Sottotribù Eriopsidinae
- Eriopsis Lindl., 1847 (3 spp.)

Sottotribù Maxillariinae
- Anguloa Ruiz & Pav., 1794 (9 spp.)
- Bifrenaria Lindl., 1832 (21 spp.)
- Guanchezia G.A.Romero & Carnevali, 2000 (1 sp.)
- Horvatia Garay, 1977 (1 sp.)
- Lycaste Lindl., 1843 (36 spp.)
- Maxillaria Ruiz & Pav., 1794 (647 spp.)
- Neomoorea  Rolfe, 1904 (1 sp.)
- Rudolfiella Hoehne, 1944 (6 spp.)
- Scuticaria Lindl., 1843 (12 spp.)
- Sudamerlycaste Archila, 2002 (42 spp.)
- Teuscheria Garay, 1958 (10 spp.)
- Xylobium  Lindl., 1825 (36 spp.)

Sottotribù Oncidiinae
- Aspasia Lindl. (7 spp.)
- Brassia R.Br. (68 spp.)
- Caluera Dodson & Determann (4 spp.)
- Capanemia Barb.Rodr. (9 spp.)
- Caucaea Schltr., 1920 (15 spp.)
- Centroglossa Barb.Rodr. (5 spp.)
- Chytroglossa Rchb.f. (3 spp.)
- Cischweinfia Dressler & N.H.Williams (11 spp.)
- Comparettia Poepp. & Endl. (79 spp.)
- Cuitlauzina Lex. (8 spp.)
- Cypholoron Dodson & Dressler (2 spp.)
- Cyrtochiloides N.H.Williams & M.W.Chase (3 spp.)
- Cyrtochilum Kunth (187 spp.)
- Dunstervillea Garay (1 sp.)
- Eloyella P.Ortiz (10 spp.)
- Erycina Lindl. (7 spp.)
- Fernandezia Ruiz & Pav. (98 spp.)
- Gomesa R.Br. (125 spp.)
- Grandiphyllum Docha Neto (8 spp.)
- Hintonella Ames (1 sp.)
- Hofmeisterella Rchb.f. (2 spp.)
- Ionopsis Kunth (6 spp.)
- Leochilus Knowles & Westc. (12 spp.)
- Lockhartia Hook. (33 spp.)
- Macradenia R.Br. (13 spp.)
- Macroclinium Barb.Rodr. (49 spp.)
- Miltonia Lindl. (12 spp.)
- Miltoniopsis God.-Leb. (5 spp.)
- Notylia Lindl. (55 spp.)
- Notyliopsis P.Ortiz (1 sp.)
- Oliveriana Rchb.f. (14 spp.)
- Oncidium Sw. (336 spp.)
- Ornithocephalus Hook. (55 spp.)
- Otoglossum (Schltr.) Garay & Dunst. (25 spp.)
- Phymatidium Lindl. (9 spp.)
- Platyrhiza Barb.Rodr. (1 sp.)
- Plectrophora H.Focke (10 spp.)
- Polyotidium Garay (1 spp.)
- Psychopsiella Lückel & Braem (1 spp.)
- Psychopsis Raf. (4 spp.)
- Pterostemma Kraenzl. (4 spp.)
- Quekettia Lindl. (7 spp.)
- Rauhiella Pabst & Braga (3 spp.)
- Rhynchostele Rchb.f. (17 spp.)
- Rodriguezia Ruiz & Pav. (47 spp.)
- Rossioglossum (Schltr.) Garay & G.C.Kenn. (11 spp.)
- Sanderella Kuntze (2 spp.)
- Saundersia Rchb.f. (2 spp.)
- Schunkea Senghas (1 sp.)
- Seegeriella Senghas (3 spp.)
- Solenidium  Lindl. (3 spp.)
- Suarezia Dodson (1 sp.)
- Sutrina Lindl. (2 spp.)
- Systeloglossum Schltr. (5 spp.)
- Telipogon Kunth (241 spp.)
- Thysanoglossa Porto & Brade (3 spp.)
- Tolumnia Raf. (27 spp.)
- Trichocentrum Poepp. & Endl., 1836 (91 spp.)
- Trichoceros  Kunth (10 spp.)
- Trichopilia Lindl. (45 spp.)
- Trizeuxis Lindl. (1 sp.)
- Vitekorchis Romowicz & Szlach. (4 spp.)
- Warmingia Rchb.f. (4 spp.)
- Zelenkoa M.W.Chase & N.H.Williams (1 sp.)
- Zygostates Lindl. (25 spp.)

Sottotribù Stanhopeinae
- Acineta Lindl. (15 spp.)
- Braemia Jenny (1 sp.)
- Cirrhaea Lindl. (7 spp.)
- Coryanthes Hook. (65 spp.)
- Embreea Dodson (2 spp.)
- Gongora Ruiz & Pav. (69 spp.)
- Horichia Jenny (1 sp.)
- Houlletia Brongn. (9 spp.)
- Kegeliella Mansf. (4 spp.)
- Lacaena Lindl. (2 spp.)
- Lueckelia Jenny (1 spp.)
- Lueddemannia Linden & Rchb.f. (3 spp.)
- Paphinia  Lindl. (16 spp.)
- Polycycnis Rchb. f. (14 spp.)
- Schlimia Planch. & Linden (6 spp.)
- Sievekingia Rchb.f. (14 spp.)
- Soterosanthus F.Lehm. ex Jenny (1 sp.)
- Stanhopea J.Frost ex Hook. (76 spp.)
- Trevoria F.Lehm. (5 spp.)
- Vasqueziella Dodson (1 sp.)

Sottotribù Zygopetalinae
- Aetheorhyncha Dressler (1 sp.)
- Aganisia Lindl. (3 spp.)
- Batemannia Lindl. (5 spp.)
- Benzingia Dodson (9 spp.)
- Chaubardia Rchb.f. (3 spp.)
- Chaubardiella Garay (8 spp.)
- Cheiradenia Lindl. (1 spp.)
- Chondrorhyncha Lindl. (7 spp.)
- Chondroscaphe (Dressler) Senghas & G.Gerlach (14 spp.)
- Cochleanthes Raf. (4 spp.)
- Cryptarrhena R.Br. (3 spp.)
- Daiotyla Dressler (4 spp.)
- Dichaea Lindl. (121 spp.)
- Echinorhyncha Dressler (5 spp.)
- Euryblema Dressler (2 spp.)
- Galeottia A.Rich. (12 spp.)
- Hoehneella Ruschi (2 spp.)
- Huntleya Bateman ex Lindl. (14 spp.)
- Ixyophora Dressler (6 spp.)
- Kefersteinia Rchb.f. (63 spp.)
- Koellensteinia Rchb.f. (11 spp.)
- Neogardneria Schltr. ex Garay (1 spp.)
- Otostylis Schltr. (2 spp.)
- Pabstia Garay (5 spp.)
- Paradisanthus Rchb.f. (1 spp.)
- Pescatoria Rchb.f. (21 spp.)
- Promenaea Lindl. (16 spp.)
- Stenia Lindl. (22 spp.)
- Stenotyla Dressler (9 spp.)
- Vargasiella C.Schweinf. (3 spp.)
- Warczewiczella Rchb.f. (11 spp.)
- Warrea Lindl. (3 spp.)
- Warreella Schltr. (2 spp.)
- Warreopsis Garay (4 spp.)
- Zygopetalum Hook. (14 spp.)
- Zygosepalum (Rchb.f.) Rchb.f. (8 spp.)

### Tribù Epidendreae
Sottotribù Bletiinae
- Basiphyllaea Schltr. (7 spp.)
- Bletia Ruiz & Pav. (34 spp.)
- Chysis Lindl. (11 spp.)
- Hexalectris Raf. (10 spp.)

Sottotribù Laeliinae
- Acrorchis Dressler (1 sp.)
- Adamantinia Van den Berg & M.W.Chase (1 sp.)
- Alamania La Llave & Lex. (1 sp.)
- Arpophyllum La Llave & Lex (3 spp.)
- Artorima Dressler & G.E.Pollard (1 sp.)
- Barkeria Knowles & Westc. (16 sp.)
- Brassavola R.Br. (22 spp.)
- Broughtonia R.Br. (6 spp.)
- Cattleya Lindl., 1824 (130 spp.)
- Caularthron Raf. (4 spp.)
- Constantia Barb.Rodr. (6 spp.)
- Dimerandra Schltr. (7 sp.)
- Dinema Lindl. (1 sp.)
- Domingoa Schltr. (4 spp.)
- Encyclia Hook. (168 spp.)
- Epidendrum L., 1763 (1662 spp.)
- Guarianthe Dressler & W.E.Higgins (4 spp.)
- Hagsatera R.González (2 spp.)
- Homalopetalum Rolfe (9 spp.)
- Isabelia Barb.Rodr. (3 spp.)
- Jacquiniella Schltr. (12 spp.)
- Laelia Lindl., 1831 (23 spp.)
- Leptotes Lindl. (10 spp.)
- Loefgrenianthus Hoehne (1 sp.)
- Meiracyllium Rchb.f. (2 spp.)
- Microepidendrum Brieger ex W.E.Higgins (1 sp.)
- Myrmecophila Rolfe, 1917 (9 spp.)
- Nidema Britton & Millsp. (2 spp.)
- Oestlundia W.E.Higgins (4 spp.)
- Orleanesia Barb.Rodr. (6 spp.)
- Prosthechea Knowles & Westc. (124 spp.)
- Pseudolaelia Porto & Brade (16 spp.)
- Psychilis Raf. (15 spp.)
- Pygmaeorchis Brade (2 spp.)
- Quisqueya Dod (4 spp.)
- Rhyncholaelia Schltr (2 spp.)
- Scaphyglottis Poepp. & Endl. (78 spp.)
- Tetramicra Lindl., 1831 (10 spp.)

Sottotribù Pleurothallidinae
- Acianthera Scheidw. (296 spp.)
- Anathallis Barb.Rodr. (150 spp.)
- Andinia (Luer) Luer (73 spp.)
- Barbosella Schltr. (19 spp.)
- Brachionidium Lindl. (82 spp.)
- Chamelophyton Garay (1 sp.)
- Dilomilis Raf. (5 spp.)
- Diodonopsis Pridgeon & M.W.Chase (6 spp.)
- Draconanthes (Luer) Luer (2 spp.)
- Dracula Luer (138 spp.)
- Dresslerella Luer (14 spp.)
- Dryadella Luer (58 spp.)
- Echinosepala Pridgeon & M.W.Chase (14 spp.)
- Frondaria Luer (3 spp.)
- Lepanthes Sw. (1137 spp.)
- Lepanthopsis (Cogn.) Ames (47 spp.)
- Masdevallia Ruiz & Pav., 1794 (644 spp.)
- Myoxanthus Poepp. & Endl. (49 spp.)
- Neocogniauxia Schltr. (2 spp.)
- Octomeria R.Br. (166 spp.)
- Pabstiella Brieger & Senghas (130 spp.)
- Phloeophila Hoehne & Schltr. (11 spp.)
- Platystele Schltr. (119 spp.)
- Pleurothallis R.Br. (542 spp.)
- Pleurothallopsis Porto & Brade (19 spp.)
- Porroglossum Schltr. (54 spp.)
- Restrepia Kunth (60 spp.)
- Restrepiella Garay & Dunst. (5 spp.)
- Sansonia Chiron (2 spp.)
- Scaphosepalum Pfitzer (53 spp.)
- Specklinia Lindl. (105 spp.)
- Stelis Sw. (1286 spp.)
- Teagueia (Luer) Luer (18 spp.)
- Tomzanonia Nir (1 sp.)
- Trichosalpinx Luer (112 spp.)
- Trisetella Luer (26 spp.)
- Zootrophion Luer (29 spp.)

Sottotribù Ponerinae
- Helleriella A.D.Hawkes (2 spp.)
- Isochilus R.Br. (13 spp.)
- Nemaconia Knowles & Westc. (6 spp.)
- Ponera Lindl. (2 spp.)

Sottotribù Calypsoinae
- Aplectrum Nutt., 1818 (1 specie)
- Calypso Salisb., 1806 (1 sp.)
- Changnienia S.S.Chien, 1935 (2 spp.)
- Coelia Lindl. (5 spp.)
- Corallorhiza Gagnebin, 1755 (11 spp.)
- Cremastra Lindl., 1833 (6 spp.)
- Dactylostalix Rchb.f., 1878 (1 sp.)
- Danxiaorchis J.W.Zhai, F.W.Xing & Z.J.Liu (2 spp.)
- Ephippianthus Rchb.f., 1968 (2 spp.)
- Govenia Lindl., 1832 (27 spp.)
- Oreorchis Lindl., 1859 (17 spp.)
- Tipularia Nutt., 1818 (7 spp.)
- Yoania Maxim., 1873 (5 spp.)

Sottotribù Agrostophyllinae
- Agrostophyllum Blume, 1825 (135 spp.)
- Earina Lindl., 1834 (7 spp.)

### Tribù Collabieae
- Acanthophippium Blume, 1825 (13 spp.)
- Ancistrochilus Rolfe, 1897 (2 spp.)
- Ania Lindl. (6 spp.)
- Calanthe R.Br., 1821 (216 spp.)
- Cephalantheropsis Guillaumin, 1960 (5 spp.)
- Chrysoglossum Blume, 1825 (4 spp.)
- Collabium Blume, 1825 (15 spp.)
- Diglyphosa Blume, 1825 (3 spp.)
- Eriodes Rolfe, 1915 (1 sp.)
- Gastrorchis Thouars, 1809 (9 spp.)
- Hancockia Rolfe, 1903 (1 sp.)
- Ipsea Lindl., 1831 (3 spp.)
- Nephelaphyllum Blume, 1825 (13 spp.)
- Pachystoma Blume, 1825 (2 spp.)
- Phaius Lour., 1790 (43 spp.)
- Pilophyllum Schltr., 1914 (1 sp.)
- Plocoglottis Blume, 1825 (36 spp.)
- Risleya King & Pantl.  (1 sp.)
- Spathoglottis Blume, 1825 (41 spp.)
- Tainia Blume, 1825 (29 spp.)

### Tribù Podochileae
- Appendicula Blume (153 spp.)
- Ascidieria Seidenf. (9 spp.)
- Bryobium Lindl. (27 spp.)
- Callostylis Blume (3 spp.)
- Campanulorchis Brieger (4 spp.)
- Ceratostylis Blume (153 spp.)
- Cryptochilus Wall. (8 spp.)
- Dilochiopsis (Hook.f.) Brieger (1 sp.)
- Epiblastus Schltr. (23 spp.)
- Eria Lindl. (51 spp.)
- Mediocalcar J.J.Sm. (16 spp.)
- Mycaranthes Blume (36 spp.)
- Octarrhena Thwaites (51 spp.)
- Oxystophyllum Blume (36 spp.)
- Phreatia Lindl.   (217 spp.)
- Pinalia Lindl. (173 spp.)
- Poaephyllum Ridl. (7 spp.)
- Podochilus Blume (65 spp.)
- Porpax Lindl. (53 spp.)
- Pseuderia Schltr.  (20 spp.)
- Ridleyella Schltr. (1 sp.)
- Thelasis Blume (27 spp.)
- Trichotosia Blume (76 spp.)

### Tribù Vandeae
Sottotribù Adrorhizinae
- Adrorhizon Hook.f. (1 sp.)
- Bromheadia Lindl. (30 spp.)
- Sirhookera Kuntze, 1891 (2 spp.)

Sottotribù Polystachyinae
- Hederorkis Thouars, 1809 (2 sp.)
- Polystachya Hook., 1824 (241 spp.)

Sottotribù Aeridinae
- Acampe Lindl., 1853 (7 spp.)
- Adenoncos Blume, 1825 (17 spp.)
- Aerides Lour., 1790 (29 spp.)
- Amesiella Schltr. ex Garay, 1972 (3 spp.)
- Arachnis Blume, 1825 (16 spp.)
- Biermannia King & Pantl. (12 spp.)
- Bogoria J.J.Sm. (13 spp.)
- Brachypeza Garay (12 spp.)
- Calymmanthera Schltr. (5 spp.)
- Ceratocentron Senghas (1 sp.)
- Chamaeanthus Schltr. (2 spp.)
- Chiloschista Lindl. (22 spp.)
- Chroniochilus J.J.Sm. (5 spp.)
- Cleisocentron Brühl (7 spp.)
- Cleisomeria Lindl. ex D.Don (2 spp.)
- Cleisostoma Blume (97 spp.)
- Cleisostomopsis Seidenf. (4 spp.)
- Cottonia Wight (1 sp.)
- Deceptor Seidenf. (1 sp.)
- Dimorphorchis Rolfe (9 spp.)
- Diplocentrum Lindl. (2 spp.)
- Diploprora Hook.f. (2 spp.)
- Dryadorchis Schltr. (5 spp.)
- Drymoanthus Nicholls (4 spp.)
- Dyakia Christenson (1 sp.)
- Eclecticus P.O’Byrne (1 sp.)
- Gastrochilus D.Don (68 spp.)
- Grosourdya Rchb.f. (26 spp.)
- Gunnarella Senghas (5 spp.)
- Holcoglossum Schltr. (22 spp.)
- Hymenorchis Schltr. (14 spp.)
- Jejewoodia Szlach. (6 spp.)
- Luisia Gaudich. (45 spp.)
- Macropodanthus L.O.Williams (11 spp.)
- Micropera Lindl. (22 spp.)
- Microsaccus Blume (12 spp.)
- Mobilabium Rupp (1 sp.)
- Omoea Blume (2 spp.)
- Ophioglossella Schuit. & Ormerod (1 sp.)
- Papilionanthe Schltr. (10 spp.)
- Paraphalaenopsis A.D.Hawkes, 1963 (4 spp.)
- Pelatantheria Ridl. (8 spp.)
- Pennilabium J.J.Sm. (18 spp.)
- Peristeranthus T.E.Hunt (1 sp.)
- Phalaenopsis Blume, 1825 (75 spp.)
- Phragmorchis L.O.Williams (1 sp.)
- Plectorrhiza Dockrill (4 spp.)
- Pomatocalpa Breda, 1827 (23 spp.)
- Porrorhachis Garay (2 spp.)
- Pteroceras Hassk. (22 spp.)
- Renanthera Lour. (23 spp.)
- Rhinerrhiza Rupp (1 sp.)
- Rhynchogyna Seidenf. & Garay (2 spp.)
- Rhynchostylis Blume, 1825 (5 spp.)
- Robiquetia Gaudich., 1829 (93 spp.)
- Saccolabiopsis J.J.Sm. (14 spp.)
- Saccolabium Blume (4 spp.)
- Santotomasia Ormerod (1 sp.)
- Sarcanthopsis Garay (6 spp.)
- Sarcochilus R.Br. (23 spp.)
- Sarcoglyphis Garay  (12 spp.)
- Sarcophyton Garay  (3 spp.)
- Schistotylus Dockrill (1 sp.)
- Schoenorchis Reinw. ex Blume, 1825 (28 spp.)
- Seidenfadenia Garay (1 sp.)
- Smithsonia C.J.Saldanha (3 spp.)
- Smitinandia Holttum (3 spp.)
- Stereochilus Lindl. (6 spp.)
- Taeniophyllum Blume (242 spp.)
- Taprobanea Christenson (1 sp.)
- Thrixspermum Lour. (188 spp.)
- Trachoma Garay (16 spp.)
- Trichoglottis Blume (85 spp.)
- Tuberolabium Yaman. (8 spp.)
- Uncifera Lindl. (6 spp.)
- Vanda Gaud. ex Pfitzer (81 spp.)
- Vandopsis Pfitzer, 1889 (4 spp.)

Sottotribù Angraecinae
- Aerangis Rchb.f., 1865 (58 spp.)
- Aeranthes Lindl., 1824 (44 spp.)
- Ambrella H. Perrier., 1934 (1 sp.)
- Ancistrorhynchus Finet, 1907 (17 spp.)
- Angraecopsis Kraenzl. (19 spp.)
- Angraecum Bory, 1804 (225 spp.)
- Beclardia A.Rich., 1828 (2 spp.)
- Bolusiella Schltr., 1918 (5 spp.)
- Calyptrochilum Kraenzl. (3 spp.)
- Campylocentrum Lindl. (76 spp.)
- Cardiochilos P.J.Cribb, 1977 (1 sp.)
- Chauliodon Summerh., 1943 (1 sp.)
- Cryptopus Lindl. (4 spp.)
- Cyrtorchis Schltr., 1914 (18 spp.)
- Dendrophylax Rchb.f. (15 spp.)
- Diaphananthe Schltr., 1915 (29 spp.)
- Dinklageella Mansf., 1934 (4 spp.)
- Eggelingia Summerh., 1951 (3 spp.)
- Erasanthe P.J.Cribb, Hermans & D.L.Roberts, 2007 (1 sp.)
- Eurychone Schltr., 1918 (2 spp.)
- Jumellea Schltr., 1914 (58 spp.)
- Lemurella Schltr., 1925 (4 spp.)
- Lemurorchis Kraenzl., 1893 (1 sp.)
- Listrostachys Rchb.f., 1852 (1 spp.)
- Microcoelia Lindl., 1830 (34 spp.)
- Mystacidium Lindl., 1837 (10 spp.)
- Neobathiea Schltr., 1925 (6 spp.)
- Nephrangis (Schltr.) Summerh., 1948 (2 spp.)
- Oeonia Lindl., 1826 (5 spp.)
- Oeoniella Schltr., 1918 (2 spp.)
- Plectrelminthus Raf., 1838 (1 sp.)
- Podangis Schltr., 1918 (2 sp.)
- Rangaeris (Schltr.) Summerh., 1936 (3 spp.)
- Rhipidoglossum Schltr., 1918 (50 spp.)
- Sobennikoffia Schltr., 1925 (4 spp.)
- Solenangis Schltr., 1918 (4 spp.)
- Sphyrarhynchus Mansf., 1935 (3 sp.)
- Summerhayesia P.J.Cribb, 1977 (2 spp.)
- Taeniorrhiza Summerh., 1943 (1 sp.)
- Triceratorhynchus Summerh., 1951 (3 sp.)
- Tridactyle Schltr., 1914 (45 spp.)
- Ypsilopus Summerh., 1949 (12 spp.)

### Incertae sedis
- Devogelia Schuit. (1 sp.)